# Piskorovce
Piskorovce est un village situé dans la région de Prešov, au nord-est de la Slovaquie.

## Histoire
La première mention écrite du village est datée de 1408.

## Démographie

### Évolution de la population
| Année:               | 1994. | 2004.   | 2014.    | 2024.    |
| -------------------- | ----- | ------- | -------- | -------- |
| Nombre de personnes: | 166   | 160     | 142      | 112      |
| Différence:          |       | -3,61 % | -11,25 % | -21,12 % |

| Année:               | 2023. | 2024.   |
| -------------------- | ----- | ------- |
| Nombre de personnes: | 115   | 112     |
| Différence:          |       | -2,60 % |